# Héliport de Bruxelles-Allée-Verte
L'héliport de Bruxelles-Allée-Verte (1953-1966) est un ancien héliport de la Sabena qui était situé près de l'ancienne gare de Bruxelles-Allée-Verte, proche du canal de Bruxelles à Vilvorde, au nord-ouest de la Ville de Bruxelles dans l'actuelle Région de Bruxelles-Capitale. 
Ce site, situé dans la partie ouest du quartier Nord, a été utilisé par la gare de Bruxelles-Allée-Verte (1835-1954), et quelques années après la fermeture de l'héliport il est devenu le parc Maximilien (espace vert et immeubles d'habitation) avec également la ferme du parc Maximilien. Seule l'avenue de l'Héliport, qui est située à l'est du parc et le longe du nord au sud, rappelle son existence.

## Situation
L'héliport de Bruxelles-Allée-Verte était situé près de la place de l'Yser, à quelques minutes du centre-ville de Bruxelles.

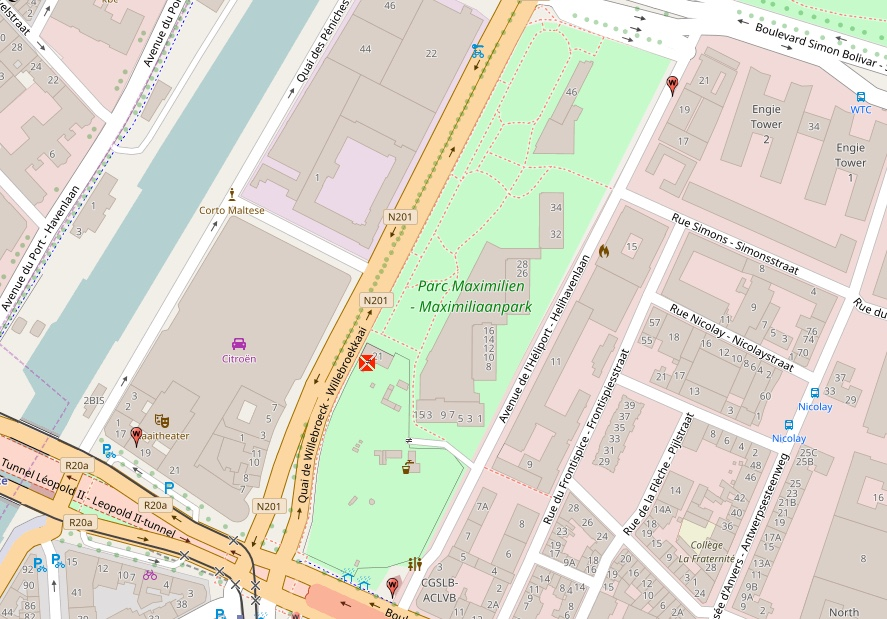
Plan de situation de l'emplacement de l'ancien héliport de Bruxelles-Allée-Verte.

## Histoire

### Premières installations
Pour la création d'un héliport à Bruxelles, la Sabena choisit un site à côté de la gare de Bruxelles-Allée-Verte. Le lieu est intéressant, symboliquement puisqu'en 1835, c'est l'endroit choisi pour le départ du premier train pour Malines, mais surtout car c'est un endroit suffisamment dégagé pour la sécurité, à seulement dix minutes du centre-ville. Les premières installations disposent d'un terrain de 100 m sur 200 m, avec un bâtiment, de type bungalow, qui regroupe les services : de l'exploitation, de la sureté et des douanes. Il est inauguré le 1er août 1953, en présence d'Igor Sikorsky.
Le 1er septembre 1953, la Sabena ouvre son service « HELIBUS », de vols internationaux européens pour passagers, qui offre, en semaine, des liaisons régulières au départ de l'Allée-Verte, avec quotidiennement : deux vols Bruxelles-Lille, trois vols Bruxelles-Anvers-Rotterdam et un vol Bruxelles-Liège-Maastricht. Les vols sont effectués avec trois hélicoptères Sikorsky S-55, qui seront rejoints par trois autres un peu plus tard.
Le vol vers Liège est prolongé vers Cologne et Bonn au mois d'octobre et le 20 décembre un vol expérimental est effectué de l'Allée-Verte à l'esplanade des Invalides à Paris. Durant la première année d'exploitation, les hélicoptères de la Sabena effectuent 3 500 vols réguliers transportant 13 000 passagers. À ce bilan, il faut ajouter les vols d'affrètement et de promotion qui ont permis le transport de 5 000 passagers supplémentaires.
En 1956, la compagnie remplace ses Sikorsky S-55 par des Sikorsky S-58 qui peuvent embarquer douze passagers, disposés dans deux cabines dans un environnement plus silencieux, alors que les S-55 qui ne pouvaient prendre que sept passagers étaient tellement bruyants qu'à l'embarquement ils recevaient une protection auditive sous la forme de deux petites boules à mettre dans leurs oreilles.
Le 3 mars 1957 la Sabena inaugure une nouvelle ligne, de service régulier, entre l'Allée-Verte et l'héliport de Paris - Issy-les-Moulineaux. Pour cet évènement la compagnie affrète la totalité de sa flotte de huit S-58 pour transporter 80 invités parmi lesquelles figure Édouard Anseele jr., le ministre des communications. Les appareils effectuent le vol en 1 h 40 min, sept se posent à Issy-les-Moulineaux et le huitième sur l'esplanade des Invalides. Le rythme normal de l'exploitation quotidienne est ensuite de cinq vols.

### L'héliport agrandi

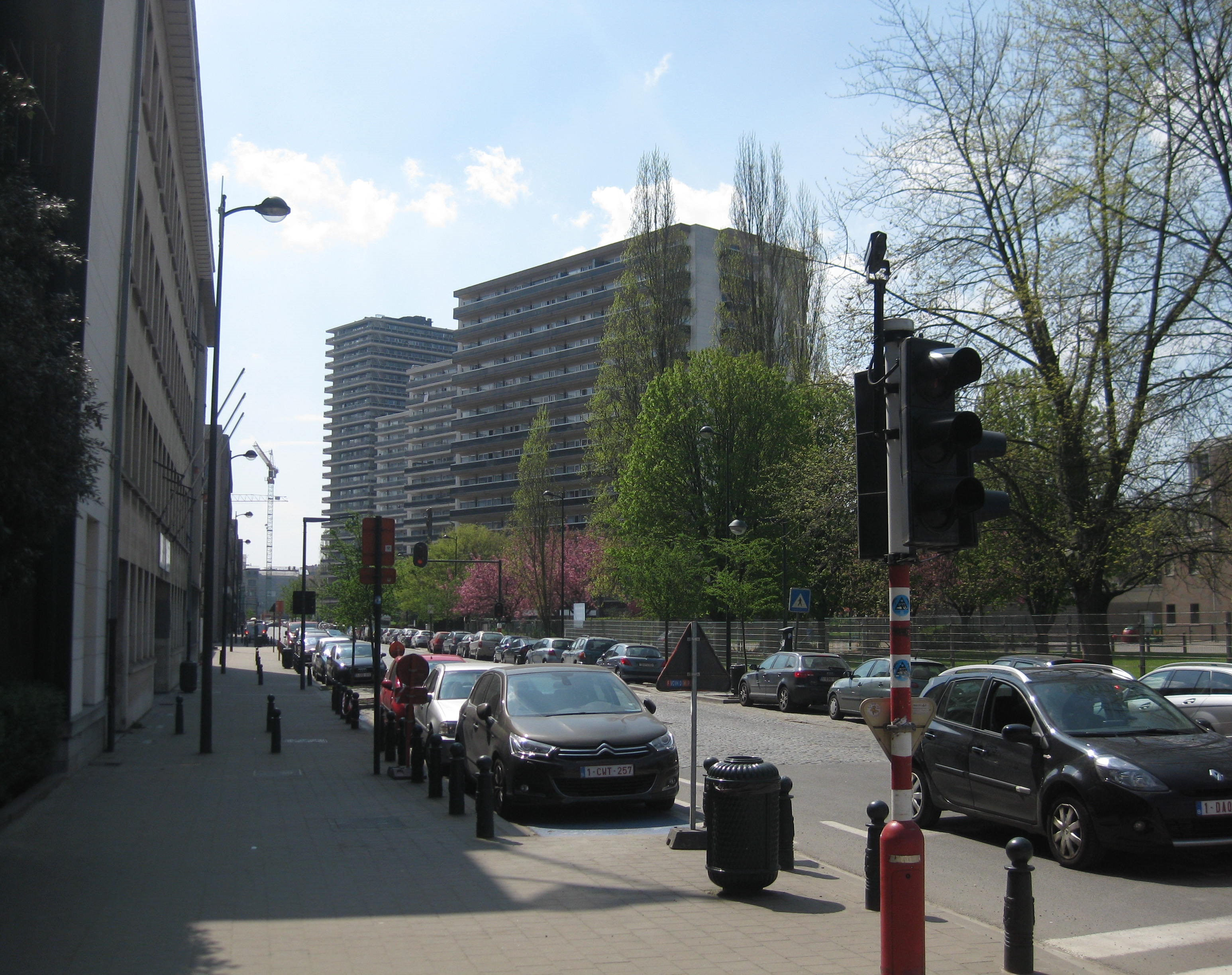
Avenue de l'Héliport, l'héliport utilisait l'ensemble de la parcelle située à droite de l'avenue sur la photo.

En prévision de l'exposition universelle de 1958 à Bruxelles, la surface utile de l'héliport est agrandie et les installations renforcées. La surface du terrain est portée à 150 m sur 600 m, aménagée avec trois plates-formes, construites en béton, de 24 m de diamètre qui permettent le décollage ou l'atterrissage de trois appareils en même temps. Le petit bâtiment d'origine est remplacé par une véritable aérogare reprenant le système des « jetées », utilisé pour l'aéroport de Bruxelles. Conçu pour pouvoir gérer douze départs et arrivées par heure, l'ensemble comporte notamment : un grand hall, une salle d'attente pour quarante personnes et un bar pour cinquante. Le personnel au sol de la Sabena, hors période d'exception, est de six salariés dont un chef d'escale et deux employés de piste. Cette infrastructure moderne est prévue pour pouvoir accueillir des hélicoptères et avions du futur, avec de grandes capacités pour les hélicoptères et un décollage et atterrissage court pour les avions.

### La fin de l'exploitation
Dès la fin de l'exposition, la compagnie subit une baisse du nombre de passagers. En 1960, elle vend deux S-58 pour s'adapter à cette situation difficile. Néanmoins le constructeur Sikorsky met à sa disposition un appareil de huit places S-62 pour un essai. Après l'avoir utilisé jusqu'en mars 1961 sur la ligne de Bruxelles à Dortmund la compagnie retourne l'appareil qui, notamment n'a pas suffisamment de places pour assurer une rentabilité que la Sabena estime possible avec un minimum de quarante fauteuils.
En 1963, la Sabena décide d'arrêter ses vols de ville à ville, elle vend les S-58 restants à l'armée, mais le gouvernement belge demande le maintien d'un service. La compagnie supprime le vol avec Paris et loue des appareils pour une exploitation à titre temporaire.
Cette mesure n'étant pas satisfaisante, la Sabena supprime totalement et définitivement le service passagers par hélicoptère, le dernier vol a lieu le 30 octobre 1966 et ferme l'héliport le 1er novembre 1966.

## Le site après l'héliport

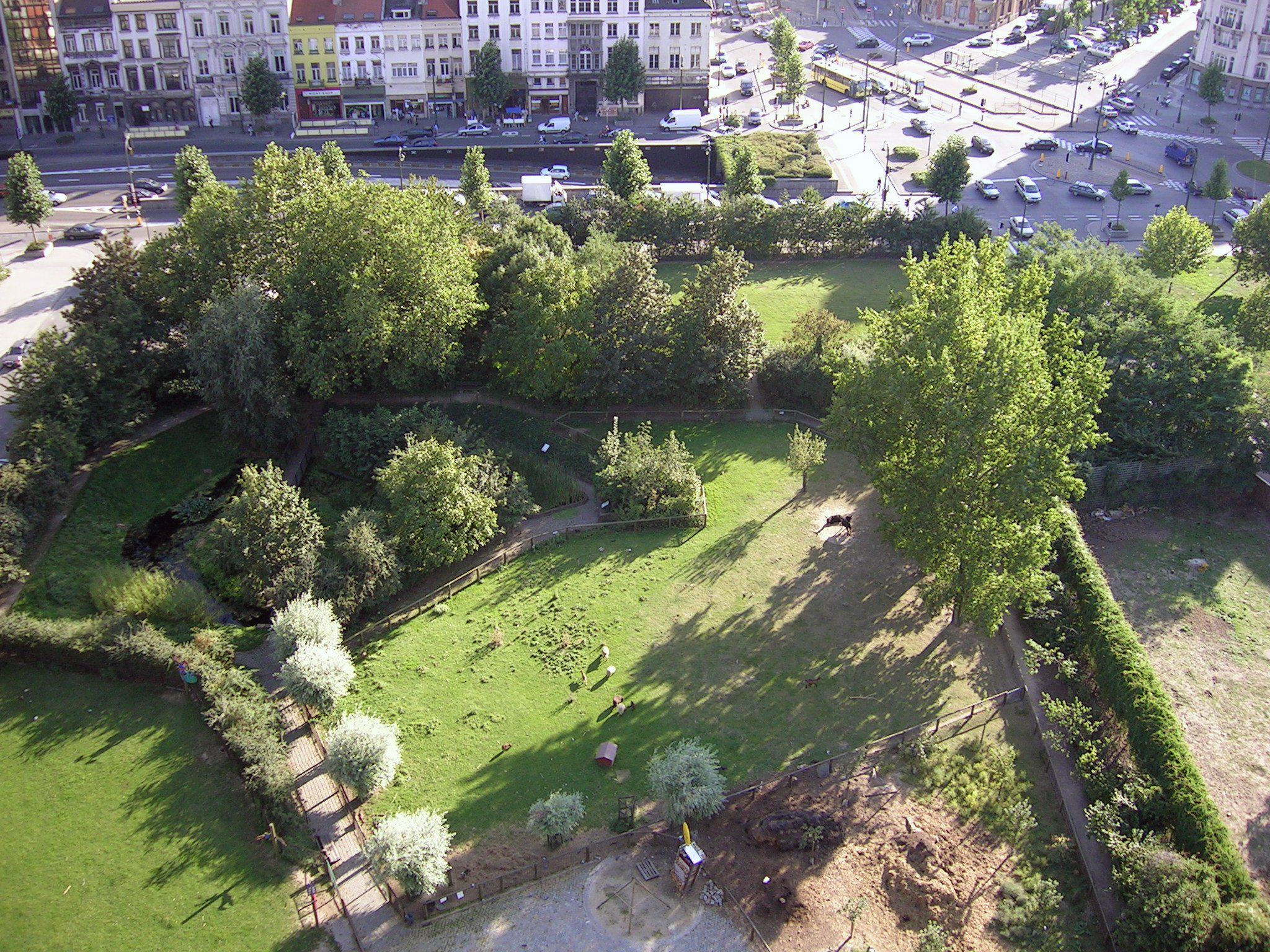
Le parc Maximilien installé sur l'ancien site de l'héliport.

Après la fermeture de l'héliport en 1966, la parcelle est laissée à l'abandon pendant plusieurs années. Cette parcelle a une forme quasiment rectangulaire, de 150 m sur 600 m, elle est encadrée par la place de l'Yser au sud, le quai de Willebroeck, avec l'ancien garage Citroën, à l'ouest, l'avenue de l'Héliport à l'est et le boulevard Simon Bolivar au nord.

### Webographie
- Paul Botte, « Un héliport en plein centre de Bruxelles (suite) », sur ieb inter-environnement Bruxelles, 2 juin 2010 (consulté le 5 janvier 2019).
- Luc Barry, « Sabena et les hélicoptères : deuxième partie : les débuts de l'hélicoptère en service pour les passagers (avec l'histoire de l'héliport) », sur flying-zone.be, mars 2012 (consulté le 6 janvier 2019).
- La Dernière Heure, « La flotte de la Sabena », La Dernière Heure/Les Sports (DH.be),‎ 9 décembre 2012 (lire en ligne, consulté le 6 janvier 2018)
- Jacques Gorteman et Marc Vandermeir, La Sabena et l'aviation en Belgique : 1923-2001, Gorteman, 2015, 630 p. (lire en ligne).
- Good Morning Lille, « Il y a eu un héliport dans Lille : dans les années 1950, les hélicoptères de la Sabena reliaient Bruxelles en 35 minutes chrono », sur goodmorninglille, 2018 (consulté le 6 janvier 2019).